# Ezequiel Palacios (voleibolista)
Ezequiel Alberto Palacios (San Martín 2, Provincia de Formosa, 2 de octubre de 1992) es un jugador argentino de voleibol. Actualmente juega en el Montpellier UC de Francia.

## Carrera deportiva
Se inició en el fútbol como arquero. A los 12 años recibe el llamado de un amigo para probar suerte en Argentinos Juniors, pero no queda seleccionado.
A los 15 años, luego de haber sido espectador en el Preolímpico Sudamericano de Voleibol de 2008, decidió jugar al vóley.
Empezó su carrera en el Club Instituto (Formosa) teniendo como entrenador a Héctor Paredes, quien veía mucho potencial en él. Por esta razón, decide mudarse desde su pueblo natal a la Ciudad de Formosa.
Muy pronto se consolida e integra la selección provincial de vóley y luego pasa a jugar en La Unión de Formosa y antes de cumplir 18 años es convocado para la preselección de menores.

## Selección nacional
- Juegos Olímpicos de la Juventud 2010: medalla de plata

- Campeonato Sudamericano Masculino de Voleibol de 2013 en Cabo Frío, Brasil: medalla de plata

- Copa Panamericana de Voleibol Masculino de 2013: medalla de bronce

- Copa Panamericana de Voleibol Masculino de 2014: medalla de bronce

- Copa Mundial de Voleibol de 2015 en Japón: 5.º puesto

- Juegos Panamericanos de 2015: medalla de oro

- Copa Panamericana de Voleibol Masculino de 2015: medalla de plata

- Copa Panamericana de Voleibol Masculino de 2016: medalla de plata

- Copa Panamericana de Voleibol Masculino de 2017: medalla de oro

- Copa Panamericana de Voleibol Masculino de 2018: medalla de oro

- Copa Panamericana de Voleibol Masculino de 2019: medalla de plata

- Juegos Olímpicos de Tokio 2020: medalla de bronce